# Nicolas Marin
Pour les articles homonymes, voir Marin.
Nicolas Marin, né le 29 août 1980 à Marseille (Bouches-du-Rhône, France), est un footballeur français qui évolue au poste d'attaquant.

## Biographie
Formé à l'AJ Auxerre où il n'obtient pas sa chance malgré un premier contrat professionnel signé durant l'été 2000, Nicolas Marin part à l'AS Saint-Étienne qui évolue alors en Ligue 2, à la fin de la saison 2002-2003. Il s'impose sur le front de l'attaque stéphanoise et participe activement à la remontée des Verts en Ligue 1 en inscrivant notamment six buts en championnat. Apprécié par le public pour son respect du maillot et sa combativité[réf. nécessaire], il n'a toutefois que peu l'occasion d'exprimer ses qualités en première division car barré par Pascal Feindouno. Il marque tout de même trois buts, dont un lors du derby face à l'Olympique lyonnais. 
Marin s'envole finalement pour le Club sportif Sedan Ardennes à l'été 2005, avec lequel il monte une deuxième fois en première division. Il change alors de poste et est rétrogradé au milieu de terrain. Après deux saisons, il part au FC Lorient, qui évolue en Ligue 1. Il y dispute une saison pleine mais marque peu de buts, de sorte qu'il est prêté à Plymouth Argyle, en deuxième division anglaise, de septembre à la fin d'année 2008, puis au SC Bastia, en Ligue 2, de janvier à juin 2009.
En 2009, Marin quitte Lorient et signe pour trois ans au FC Sion, en Suisse. En 2011, son club remporte la Coupe de Suisse mais il ne participe pas à la finale. Il rejoint ensuite pour un an le FC Lausanne-Sport, promu en première division. Après seulement six mois durant lesquels il marque 4 buts en 15 matchs toutes compétitions confondues, il est libéré de son contrat et part au club émirati du Dubaï Club. Il marque un but en 17 matchs avant de rejoindre le championnat grec et le AO Xanthi fin août 2012. Après deux saisons passées en Grèce, il revient en France en s'engageant avec l'US Boulogne en juillet 2014. Blessé pendant une majeure partie de la saison, il ne joue aucune rencontre en National et rejoint le Sporting Toulon Var en fin de saison.
En janvier 2017, il signe un contrat de six mois avec le club de l'AS Magenta (Nouvelle-Calédonie).

## Statistiques
- Premier match en Ligue 1 : 30 janvier 2002, AJ Auxerre-SC Bastia (1-0)
- Premier but en Ligue 1 : 22 septembre 2004, AS Saint-Étienne-AJ Auxerre (3-1)

| Saison    | Club              | Pays         | Championnat        | Coupes nationales | Coupes d’Europe |
| --------- | ----------------- | ------------ | ------------------ | ----------------- | --------------- |
| 2000-2001 | AJ Auxerre        | Division 1   | -                  | -                 | 2 matchs (CI)   |
| 2001-2002 | AJ Auxerre        | Division 1   | 1 match            | 2 matchs          | -               |
| 2002-2003 | AJ Auxerre        | Ligue 1      | 1 match            | 3 matchs          | -               |
| 2003-2004 | AS Saint-Étienne  | Ligue 2      | 34 matchs / 6 buts | 6 matchs / 1 but  | -               |
| 2004-2005 | AS Saint-Étienne  | Ligue 1      | 26 matchs / 3 buts | 4 matchs / 1 but  | -               |
| 2005-2006 | CS Sedan Ardennes | Ligue 2      | 33 matchs / 3 buts | 2 matchs / 2 buts | -               |
| 2006-2007 | CS Sedan Ardennes | Ligue 1      | 28 matchs / 5 buts | 3 matchs          | -               |
| 2007-2008 | FC Lorient        | Ligue 1      | 30 matchs / 1 but  | 4 matchs          | -               |
| 2008-2009 | Plymouth Argyle   | Championship | 6 matchs           | -                 | -               |
| 2008-2009 | SC Bastia         | Ligue 2      | 16 matchs / 3 buts | -                 | -               |
| 2009-2010 | FC Sion           | Super League | 27 matchs / 5 buts | 1 match           | 2 matchs (C3)   |
| 2010-2011 | FC Sion           | Super League | 17 matchs          | 2 matchs / 1 but  | -               |
| 2011-2012 | FC Lausanne-Sport | Super League | 13 matchs / 2 buts | 2 matchs / 2 buts | -               |
| 2011-2012 | Dubaï Club        | Pro League   | 13 matchs / 1 but  | 4 matchs          | -               |
| 2012-2013 | AO Xanthi         | Superleague  | 25 matchs / 3 buts | 4 matchs          | -               |
| 2013-2014 | AO Xanthi         | Superleague  | 22 matchs / 1 but  | 2 matchs          | 4 matchs (C3)   |

Dernière mise à jour le 1er août 2014

## Palmarès
AS Saint-Étienne
- Championnat de France D2 (1) :
  - Champion : 2003-04.